# Melese sotrema
Melese sotrema är en fjärilsart som beskrevs av William Schaus 1920. Melese sotrema ingår i släktet Melese och familjen björnspinnare. Inga underarter finns listade i Catalogue of Life.